# NGC 3847
NGC 3847 في الفهرس العام الجديد، هي مجرة، تقع في كوكبة الدب الأكبر. اكتشفت في 3 أبريل 1831 بواسطة جون هيرشل.

## روابط خارجية
- NGC 3847 على موقع ويكي سكاي: DSS2, SDSS, GALEX, IRAS, Hydrogen α, X-Ray, Astrophoto, Sky Map, Articles and images